# اینفورمیشن سوسایتی

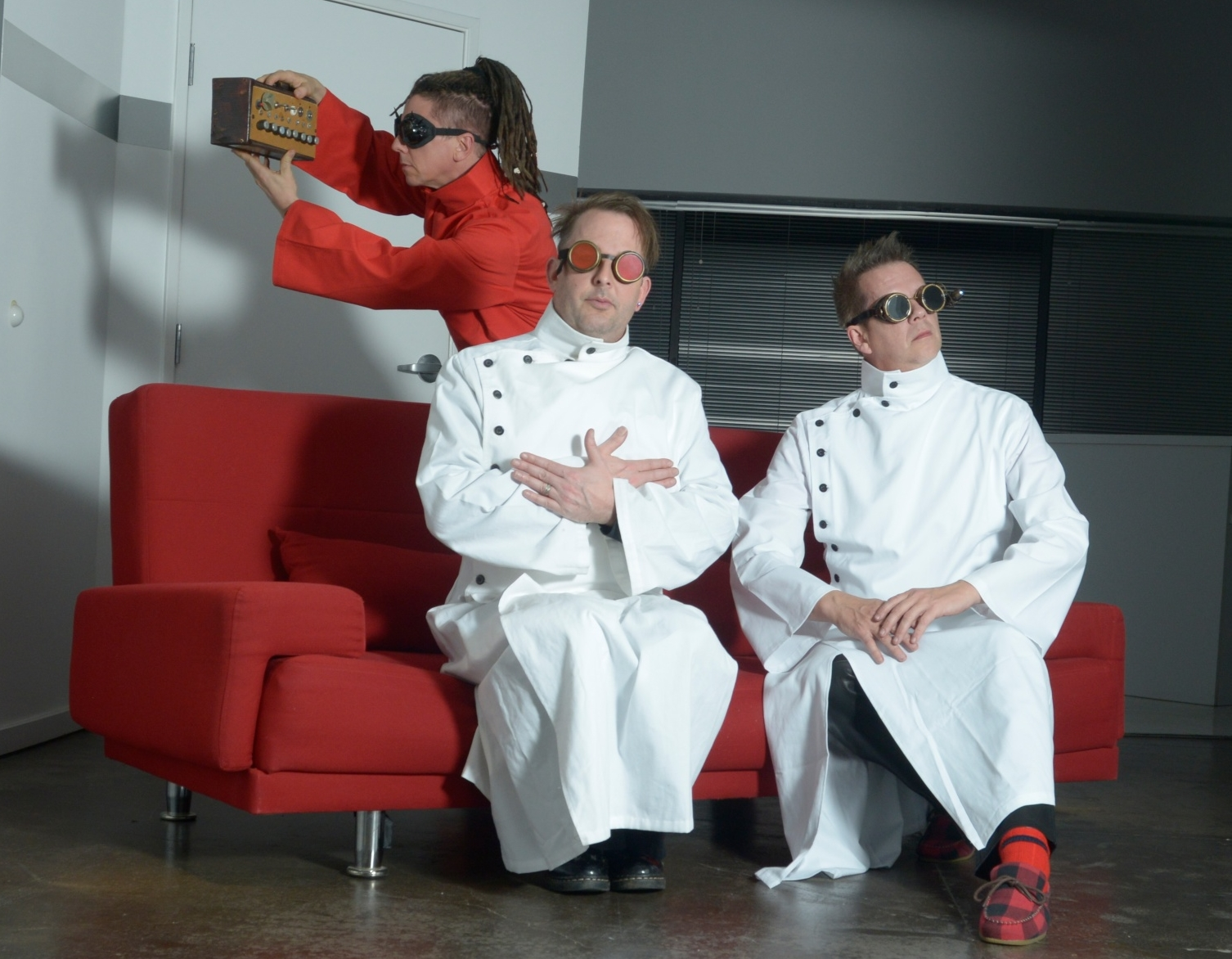
اینفورمیشن سوسایتی - ۲۰۱۴ (از چپ به راست) کرت هارلند، جیم کسیدی، پل راب

اینفورمیشن سوسایتی (به انگلیسی: Informartion Society) نام یک گروه آمریکایی پاپ/تکنو سبک دهه ۸۰ میلادیست.
این گروه اهل مینه‌سوتا که از سال ۱۹۸۲ تا کنون به آهنگ سازی مشغول بوده است شامل اعضا: پال راب، جیمز کسیدی، و کورت هارلند است.
این گروه با آهنگ «انرژی خالص» در یوتیوب(که علاقه این گروه به سریال پیشتازان فضا را نشان می‌داد) شهرت پیدا کرد، و از سازندگان ساوند ترک فیلم Earth Girls Are Easy نیز بودند.